# Усатый сомик-анцистр
Усатый сомик-анцистр (лат. Ancistrus cirrhosus) — вид лучепёрых рыб семейства кольчужных сомов (Loricariidae), аквариумная рыбка.
Длина тела: обычно 10—14 см, редко — до 16 см.
Окраска и узор: основной фон коричневый, брюхо серо-коричневое (возможно желтоватое), спина и плавники тёмные, зелёно-коричневые. По телу разбросаны светлые или серые пятна (на брюшке — больше). Анальный плавник прозрачный, остальные полупрозрачные с 3—4 рядами тёмных или чёрных пятен. У основания спинного плавника — большое тёмное овальное пятно.
В естественной среде обитает на востоке Южной Америки в водах бассейна реки Амазонка, в реках Гвианы, Суринама, Гайаны, острова Тринидад.

## Внешние ссылки
- Анциструсы